# Michail Lobuchin
Michail Jur'evič Lobuchin (in russo Михаи́л Ю́рьевич Лобу́хин?; Leningrado, 14 marzo 1984) è un danzatore russo, primo ballerino del Balletto Bol'šoj.

## Biografia
Michail Lobuchin è nato a Leningrado nel 1984 e si è diplomato all'Accademia di danza Vaganova nel 2002.
Nello stesso anno si è unito al Balletto Mariinskij, di cui è stato promosso a solista nel 2007. Nei suoi otto anni con la compagnia ha interpretato alcuni dei maggiori ruoli maschili del repertorio, tra cui Ali ne Le Corsaire, Solor ne La Bayadere, Basilio nel Don Chisciotte, Apollo nell'Apollon Musagete e Dafni in Dafni e Cloe.
Nel 2010 si è unito al Balletto Bol'šoj in veste di ballerino principale e con la compagnia ha danzato in ruoli importanti come Basilio in Don Chisciotte, il Principe ne Lo schiaccianoci, l'eponimo protagonista in Spartak e Albrecht in Giselle.